# Upphovsmännen till den skånska raggan
Upphovsmännen till den skånska raggan är en samlingsskiva som reggaebandet Svenska Akademien släppte våren 2005. Den innehåller hela deras första studioalbum, Med anledning av samt deras tidiga singlar och tidigare osläppta låtar.

## Låtlista

### CD 1:Upphovsmännen till den skånska raggan
1. "Mäster bläster" – 4:41
2. "Tror du det" – 3:24
3. "Sluta stamma" – 4:16
4. "Vanligt hyfs, sunt förnuft" – 4:02
5. "Snapphaneklanen" – 3:51
6. "Småstad" – 3:58
7. "Bränner på bål" – 3:41
8. "Falsk matematik (del II)" – 1:28
9. "Falsk matematik (del III)" – 4:25
10. "Håller måttet" – 3:26
11. "Giriga labbar" – 3:37
12. "Många bäckar små" – 3:36
13. "Det pågår ett krig i ditt köpcenter" – 4:35
14. "Tompta gudhi" – 2:06
15. "Tokk tång" – 3:29
16. "Du kan" – 7:35
17. "Vi kommer igen" – 5:29

### CD 2:Med anledning av
1. "Historiens slut" – 1:45
2. "Rötter" – 3:48
3. "Mål i mun" – 3:10
4. "Talande tystnad" – 3:44
5. "Tankebrott" – 2:13
6. "D.N.E.P." – 4:07
7. "En helt annan sak" – 4:15
8. "GeneralKnas" – 1:49
9. "Kärlekssoldater" – 3:27
10. "Vår anledning" – 1:46
11. "Den elfte" – 5:16
12. "Språkets funktion" – 4:08
13. "Landets krona" – 3:44
14. "Sture Allén den yngre" – 1:55
15. "Den obligatoriska slagdängan" – 3:34
16. "Framtidens början" – 2:25